# Stazione di Gonzaga-Reggiolo
Stazione di Gonzaga-Reggiolo vasútállomás Olaszországban, Lombardia régióban, Gonzaga településen.

## Vasútvonalak
Az állomást az alábbi vasútvonalak érintik:
- Verona-Mantova-Modena-vasútvonal

## Kapcsolódó állomások
A vasútállomáshoz az alábbi állomások vannak a legközelebb:
- Stazione di Villanova di Reggiolo (Stazione di Modena, Verona-Mantova-Modena-vasútvonal)
- Stazione di Palidano (Stazione di Verona Porta Nuova, Verona-Mantova-Modena-vasútvonal)